# 寬鼻星鯊
寬鼻星鲨（学名：Mustelus asterias），又稱寬鼻貂鯊，為軟骨魚綱真鯊目皺唇鯊科星鯊屬的一種，分布於東北大西洋不列顛群島與北海至加納利群島, 包括地中海與茅利塔尼亞海域，深度0至350公尺，本魚體細而延長，頭平扁，略圓的鼻子和一排淺突出的牙齒，體呈灰色或灰棕色，背面表面散佈著小白點，腹面白色，背鰭2枚，形狀相似，但最後的背鰭比最前面的一個稍小，尾鰭上葉有一個缺口，下葉中等大小，體長最大可達154公分，體重可達4.8公斤、壽命可達16年，棲息在沙石底質海床，屬肉食性，以軟體動物、甲殼類為食，可作為食用魚及遊釣魚。